# 린첸치
린첸치(중국어 정체자: 林倩綺, 병음: Lín Qiànqí, 한자음: 임천기, 1968년 10월 17일~)는 중화민국의 정치인으로, 2024년 비례대표로 출마하여 입법위원으로 당선되었다.